# الحوزية الغربية (ولاد رحمون)
الحوزية الغربية هي إحدى مشيخات المملكة المغربية، تتبع جغرافيا لإقليم الجديدة وإداريًا لولاد رحمون. يقدر عدد سكانها بـ 6225 نسمة حسب الإحصاء الرسمي للسكان والسكنى لسنة 2004.